# Bruno Barroso
Bruno Barros, nome artístico de Ildefonso Barroso Filho (São Paulo, 7 de novembro de 1955 - São Paulo, 2 de fevereiro de 2022), foi um ator e modelo brasileiro . Morreu aos 67 anos vítima de Infarto.

## Filmografia

### Cinema
| Ano  | Título                                             | Papel          |
| ---- | -------------------------------------------------- | -------------- |
| 1965 | Bolinhas de Gude, Estilingue e Futebol no Campinho | André          |
| 1975 | O Comprador de Fazendas                            |                |
| 1976 | Paranoia                                           | Bruno Riccelli |
| 1976 | Já Não Se Faz Amor como Antigamente                | Júnior         |

### Televisão
| Ano  | Título         | Papel  | Emissora       |
| ---- | -------------- | ------ | -------------- |
| 1966 | Redenção       | Menino | Rede Excelsior |
| 1983 | O Anjo Maldito | Beto   | SBT            |
| 1983 | Vida Roubada   | [ 3 ]  | SBT            |

## Teatro
- O Comprador de Fazendas (1970)
- Bolota contra as Bruxas (1972)
- Adeus, Fadas e Bruxas (1974)
- Salva (1975)
- A Filosofia na Alcova (1977)
- A Viagem de Pedro, o Afortunado (1978)
- Greta Garbo, Quem diria , Acabou no Irajá (1979/80)
- Sinal de Vida (1979/80)
- Seda Pura e Alfinetadas (1981/82) , com Clodovil Hernandes [4]
- Amizade Colorida (1983/84)
- Amizade Colorida 2 (1985)
- A Magia das Flores (1986)
- Falando de Amor com Humor (1987)
- O Doente Imaginário (1988)